# Lahmizi

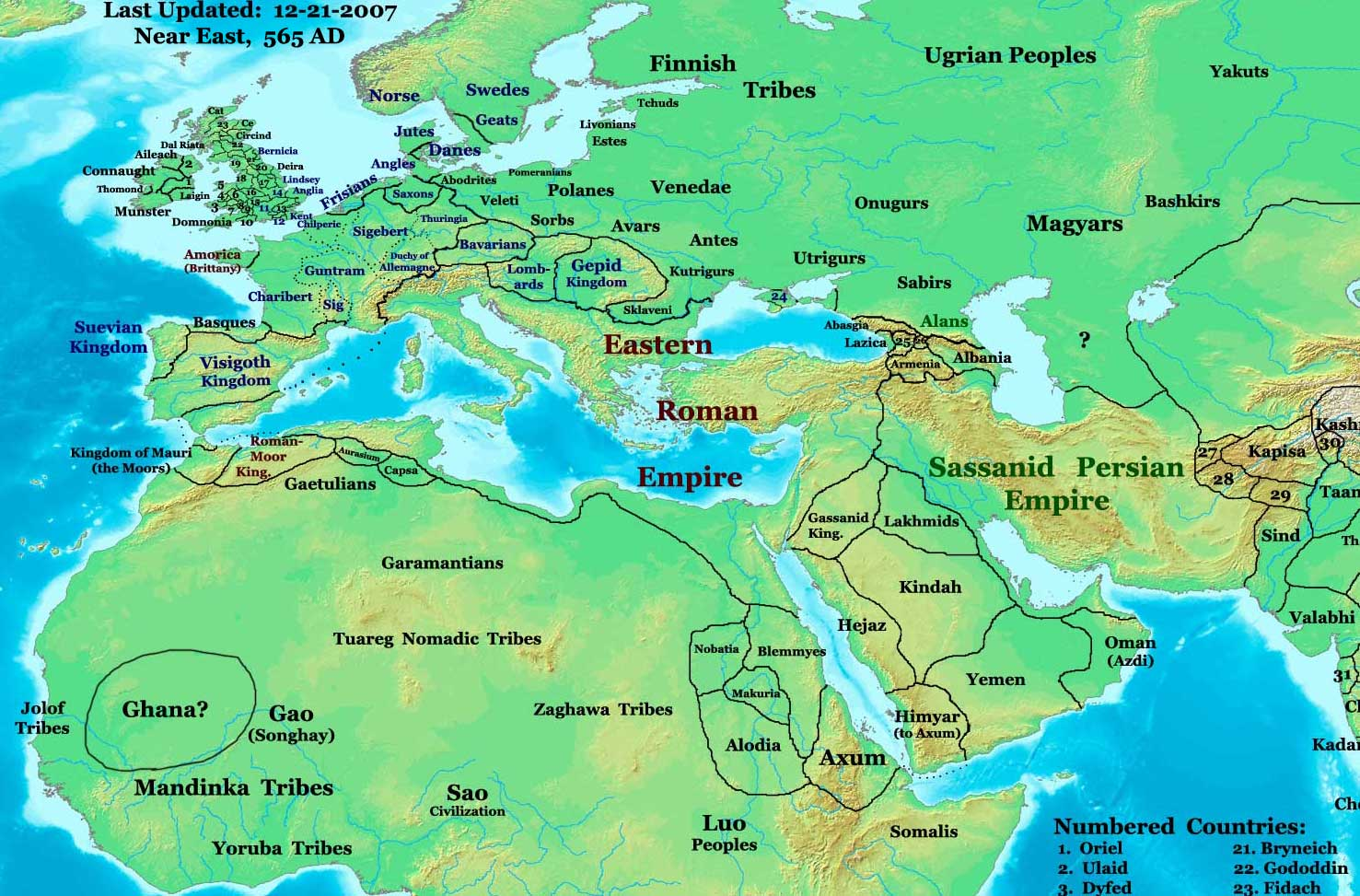
Orientul Apropiat prin anul 565.

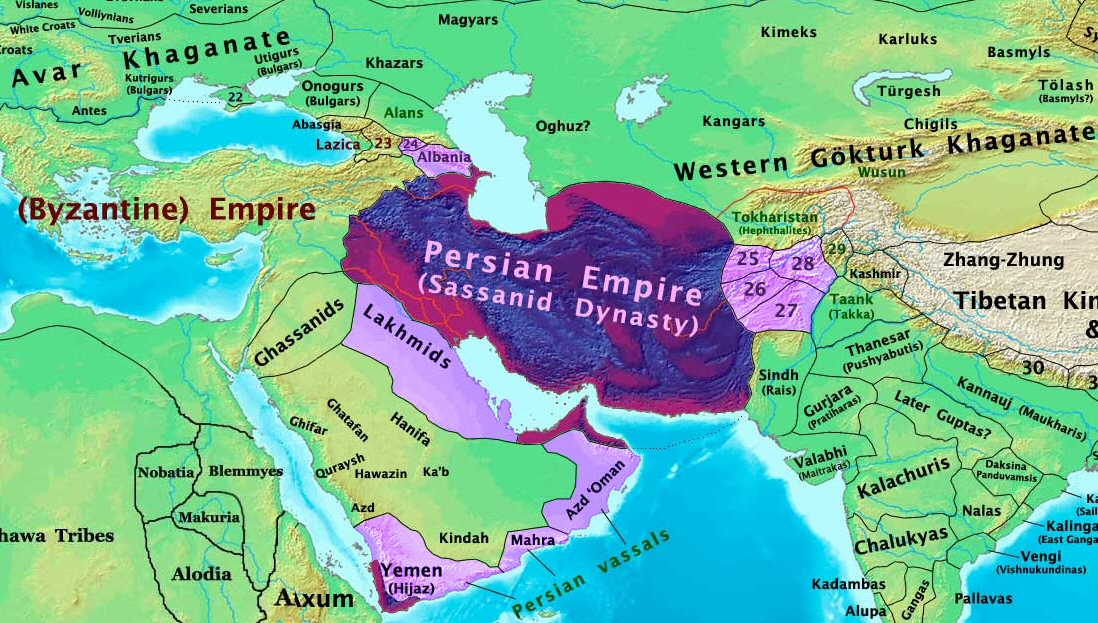
Orientul Apropiat prin anul 600: perși, lahmizi, ...

Lahmizii (Banu Lakhm) (în arabă اللخميون, transliterat: al-Lakhmiyyūn), mai puțin frecvent numiți Munadhiridi (în arabă المناذرة, transliterat: al-Munādhira, literal: „Mundhiri”), au fost un trib preislamic de arabi creștini care trăiau în Mesopotamia meridională (azi în sudul Irakului). Erau aliați cu perșii și aveau capitala înființată în 266, la Al-Hira. Ruinele așezării sunt situate la trei kilometri de Kufa, pe malul de vest al râului Eufrat. Există mărturii istorice și artistice care sugerează că așezarea se bucura de un climat plăcut și de o frumusețe aparte.

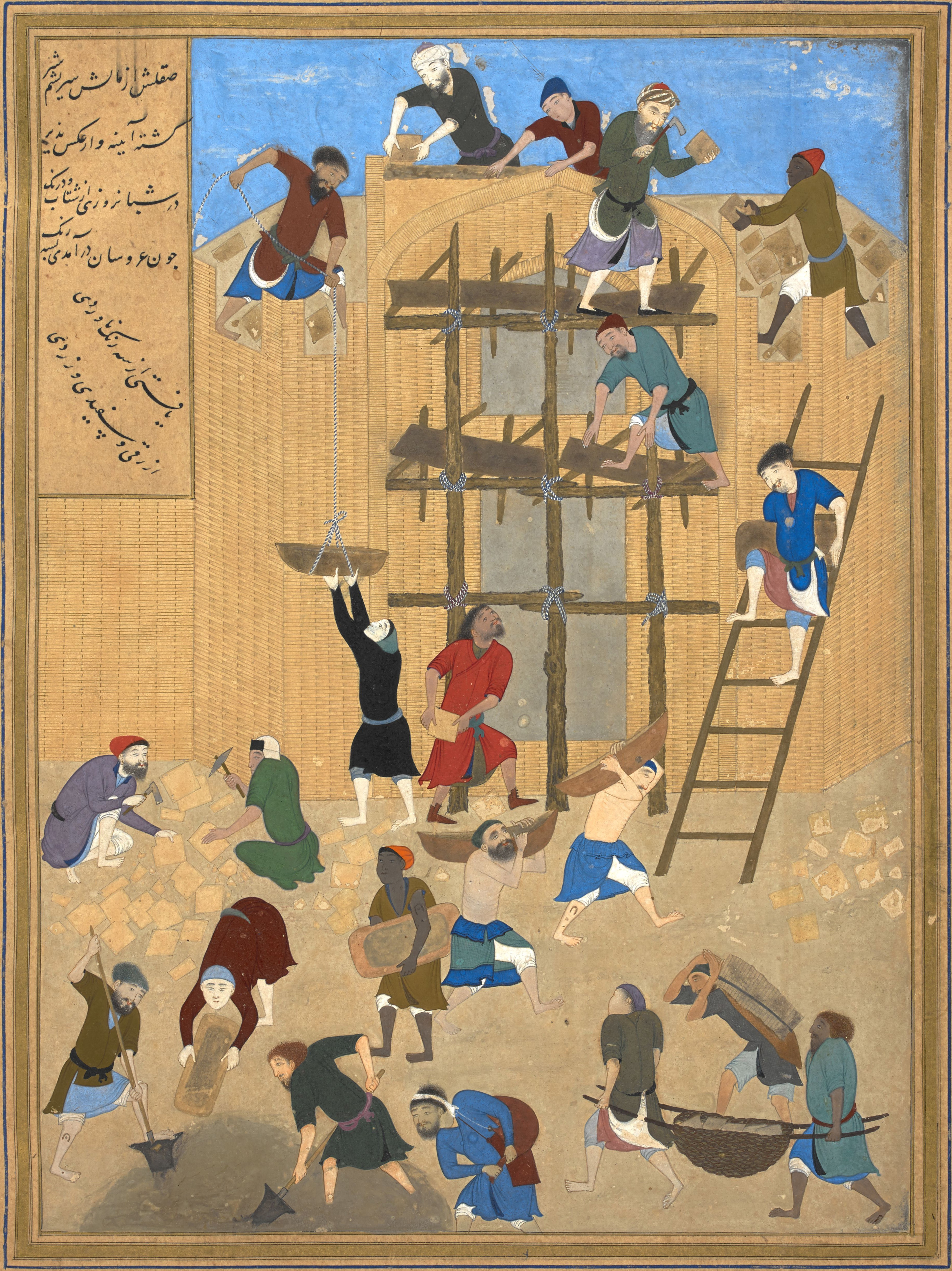
Un manuscris persan din secolul al XV-lea, documentand construirea castelului Al-Khornaq din Al-Hira, capitala tribului lahmizilor.

## Istorie
Statul lor a fost un fel de zonă tampon între Bizanț și Iranul Sasanid. Tot timpul existenței sale lahmizii au fost aliați și vasali ai sasanizilor. Sasanizii în schimb îi susțineau pe lahmizi cu ajutorul arsenalelor din Uqbar și Anbar. În special, lahmizii obțineau de la sasanizi, corturi din piele, care, spre deosebire de iurte, erau considerate drept lucruri de prestigiu. Armata lahmidă copia organizația armată sasanidă. Regele se baza pe o echipă de mercenari, din care era formată și garda regală, care antrena doar cei mai notorii ucigași. În fiece an, la dispoziția lahmizilor iranieni aduceau 1.000 de cavaleri wadi. În cele din urmă, în armată mai era un detașament din 500 de ostași, ostatici capturați din statele vecine. Trupele era conduse de comandanții, care erau rude apropiate împăratului. Trupele auxiliare ale triburilor aliate erau implicate numai în campaniile majore. Principala forță a armatei a fost cavaleria.
Către anul 400, cu sprijinul sasanizilor, Imru' al-Qays, a supus întreaga peninsulă Arabică. Astfel că rutele comerciale au trecut în mâinile lahmizilor.
În 502, împăratul kindid Haris, a capturat Hira, capitala lahmizilor, însă ultimii au primit în curând ajutor de la șahul Persiei, astfel că kindizii au fost expulzați din capitală. În 528, regele al-Mundhir al III-lea a provocat o înfrângere grea kindizilor. Între anii 540 de și 547, regatul kindizilor a fost în cele din urmă distrus de lahmizi. Cu toate acestea lahmizii n-au profitat mult timp pe victorie. Înlocuind kindizii, bizantinii i-au mobilizat pe gassanizi. În 578, în timpul unui raid gassanizii au ars și devastat capitala lahmidă. Cu toate acestea, din cauza neînțelelegerilor cu bizantinii cu dușmanii lahmizilor, gassanizii au fost lipsiți de putere, iar conducătorul lor exilat.
În 602, persanii au răsturnat dinastia, și în 611, regatul a fost complet eliminat. Potrivit cercetătorilor, distrugerea regatului a ajutat califatul să-și extindă influența în Iran, Imperiul persan.

## Conducători
| #  | Conducător                                                                | Domnie      |
| -- | ------------------------------------------------------------------------- | ----------- |
| 1  | 'Amr I ibn Adi                                                            | 268–295     |
| 2  | Imru' al-Qays I ibn 'Amr                                                  | 295–328     |
| 3  | 'Amr al II-lea ibn Imru' al-Qays                                          | 328–363     |
| 4  | Aws ibn Qallam (non-dinastic)                                             | 363–368     |
| 5  | Imru' al-Qays al II-lea ibn 'Amr                                          | 368–390     |
| 6  | al-Nu'man I ibn Imru' al-Qays                                             | 390–418     |
| 7  | al-Mundhir I ibn al-Nu'man                                                | 418–462     |
| 8  | al-Aswad ibn al-Mundhir                                                   | 462–490     |
| 9  | al-Mundhir al II-lea ibn al-Mundhir                                       | 490–497     |
| 10 | al-Nu'man al II-lea ibn al-Aswad                                          | 497–503     |
| 11 | Abu Ya'fur ibn Alqama (non-dinastic, neclar)                              | 503–505     |
| 12 | al-Mundhir al III-lea ibn al-Nu'man                                       | 503/5–554   |
| 13 | 'Amr al III-lea ibn al-Mundhir                                            | 554–569     |
| 14 | Qabus ibn al-Mundhir                                                      | 569–573     |
| 15 | Suhrab (guvernator persanr)                                               | 573–574     |
| 16 | al-Mundhir al IV-lea ibn al-Mundhir                                       | 574–580     |
| 17 | al-Nu'man al III-lea ibn al-Mundhir                                       | 580–602     |
| 18 | Iyas ibn Qabisah al-Ta'i (non-dinastic) cu Nakhiragan (guvernator persan) | 602–617/618 |
| 19 | Azadbeh (guvernator persan) urmat cucerirea musulmană a Persiei           | 617/618–633 |

## Legăturiexterne
- Esat Ayyıldız, “Lahmîlerin Arap Edebiyatına Etkisi”, 2nd International Archeology, Art, History and Cultural Heritage Congress, ed. Kenan Beșaltı (Șanlıurfa: Iksad Yayınevi, 2022), 38-44.
- Carte istorică de Ibn Khaldoun
- Carte istorică de Ibn al-Athir
- Carte istorică de Ibn Hisham
- Rothstein, Gustav (1899), Die Dynastie der Lahmiden in al-Hira. Ein Versuch zur arabisch-persischen Geschichte zur Zeit der Sasaniden (în German), Berlin: Reuther & Reichard
- Britannica Encyclopedia
- Bahrain government website "Arabic website"
- Article about al-Hira history "Arabic website" Arhivat în 25 martie 2006, la Wayback Machine.
- Bătălia de la Dhi

1. ↑  Esat Ayyıldız, “Lahmîlerin Arap Edebiyatına Etkisi”, 2nd International Archeology, Art, History and Cultural Heritage Congress, ed. Kenan Beşaltı (Şanlıurfa: Iksad Yayınevi, 2022), 38-44.